# Wrestedt
Wrestedt település Németországban, azon belül Alsó-Szászország tartományban. Lakosainak száma 6456 fő (2023. december 31.). Wrestedt Sprakensehl és Suhlendorf községekkel határos.

## Népesség
A település népességének változása:
| Lakosok száma | 6494 | 6464 | 6393 | 6377 | 6450 | 6456 |
|               | 2016 | 2017 | 2019 | 2021 | 2022 | 2023 |